# プリティ・ヘイト・マシーン
『プリティ・ヘイト・マシーン』（Pretty Hate Machine）は、ナイン・インチ・ネイルズのデビュー・アルバムである。

## 解説
ニュー・ウェイヴからの影響が多く見られ、「ダウン・イン・イット」ではヒップホップからの影響が見られるなど、ナイン・インチ・ネイルズのアルバムの中では比較的インダストリアル色の薄いポップな内容となっている。ライナーノーツにはプリンスやジェーンズ・アディクション、パブリック・エナミーといったアーティストの曲をサンプリングしたと記してある。
2010年には、装いも新たにリマスター盤がリリースされた。

## 評価
ローリング・ストーン誌を始めとするプレスからは「苦悩を感じさせるがキャッチーな作りになっている」など概ね高評価を受け、ビルボードでは最高75位とあまり上位に届かなかったものの、徐々に売り上げを伸ばしていき最終的に100万枚を超える売り上げを記録し、トリプルプラチナを獲得している。
『ローリング・ストーン誌が選ぶオールタイム・ベスト・デビュー・アルバム100』に於いて、58位にランクイン。『ローリング・ストーン』誌の「歴代最高のアルバム500選」にも選ばれている。

## 収録曲
1. ヘッド・ライク・ア・ホール (Head Like a Hole) - 4:59
2. テリブル・ライ (Terrible Lie) - 4:38
3. ダウン・イン・イット (Down in It) - 3:46
4. サンクティファイド (Sanctified) - 5:48
5. サムシング・アイ・キャン・ネヴァー・ハヴ (Something I Can Never Have) - 5:54
6. カインダ・アイ・ウォント・トゥ (Kinda I Want To) - 4:33
7. シン (Sin) 4:06
8. ザッツ・ホワット・アイ・ゲット (That's What I Get) - 4:30
9. ジ・オンリー・タイム (The Only Time) - 4:47
10. リングフィンガー (Ringfinger) - 5:40
11. ゲット・ダウン、メイク・ラヴ (Get Down, Make Love) - 4:19 ※クイーンのカヴァー、2010年リマスター盤のみ収録